# Aleochara valida
Aleochara valida är en skalbaggsart som beskrevs av Leconte 1858. Aleochara valida ingår i släktet Aleochara och familjen kortvingar. Inga underarter finns listade i Catalogue of Life.